# Iñaki Núñez
José Ignacio Núñez Rosados, més conegut com a Iñaki Núñez (Vitòria, 31 de juliol de 1953) és un director i productor de cinema basc, i darrerament vinater.

## Biografia
Va començar a estudiar arquitectura però finalment es va decidir per ingressar a l'Escola Oficial de Cinematografia. El 1975 torna al País Basc, on comença a fer cinema infantil per ikastoles i el 1976 funda la productora Araba Films. Amb aquesta productora va rodar el 1976 el seu primer curtmetratge, Estado de excepción. Durant el rodatge ell i part de l'equip foren detinguts i empresonats, el rodatge detingut i la productora precintada, i després de l'estrena fou jutjat per injúries a la policia i apologia del terrorisme. El 1978 va dirigir el seu únic llargmetratge, Toque de queda.
Posteriorment s'ha dedicat a la distribució i exhibició cinematogràfica com a amo del Cinema Mikeldi de Bilbao, que va tancar el 2006 durant la crisi del sector.

## Filmografia
com a productor
- Locos por el sexo (2006)
- Poniente (2002)
- Marujas asesinas (2001)
- The Old Man Who Read Love Stories (2001)
- Sabotage! (2000)
- The Ninth Gate (1999)

Com a director
- Bakarrik (1983)
- Ignacio Zurikalday (1979)
- Saski naski (1979)
- El sol sí, gracias (1979)
- Sueño y mentira de Franco (1979)
- Herrialde berdea (1978)
- Toque de queda (1978)
- La última tierra (1977)
- Boltxebikeak irriparrez (1977)
- Estado de excepción (1976)
- Vera, un ensayo de arquitectura popular (1976)

Com a guionista
- Bakarrik (1983)
- Ignacio Zurikalday (1979)
- Saski naski (1979)
- El sol sí, gracias (1979)
- Sueño y mentira de Franco (1979)
- Herrialde berdea (1978)
- Toque de queda (1978)
- La última tierra (1977)
- Boltxebikeak irriparrez (1977)
- Estado de excepción (1976)
- Vera, un ensayo de arquitectura popular (1976)